# In Camelot
"In Camelot" je 59. epizoda HBO-ove televizijske serije Obitelj Soprano i sedma u petoj sezoni serije. Napisao ju je Terence Winter, režirao Steve Buscemi, a originalno je emitirana 19. travnja 2004.

## Radnja
Na groblju, tijekom sprovoda ujne Concette, Tony ugleda stariju damu na grobu njegovih roditelja. Uptita je da li je ona prijateljica njezine majke, ali uskoro otkriva da je to Fran Felstein, dugogodišnja ljubavnica njegova oca. Tony provodi neko vrijeme s njom i kroz njezine priče saznaje mnogo toga o svojem ocu. Saznaje i kako je njegov pas iz djetinjstva, Tippy, darovan Franinoj obitelji kad je njegova majka natjerala oca da ga odvede iz kuće. Fran ispriča Tonyju o svojem životu uključujući prilike kad je odolijevala udvaranju Strica Juniora i flert koji je imala s predsjednikom Johnom Kennedyjem. 
Prema Fran, Phil Leotardo i Hesh Rabkin su je prevarili za investiciju koju joj je ostavio Tonyjev otac. Tony pokuša izvući novac u njezino ime, ali nakon što ga Phil izbjegne, dvojac se upušta u automobilsku utrku koja rezultira Philovim sudarom.
Stric Junior, ludeći zbog kućnog pritvora u kojem se nalazi, odlazi na svaki sprovod na koji stigne, čak i ako zna da je pokojnika poznavao samo površno, samo kako bi izašao iz kuće. Kasnije se slomi i zapadne u depresiju, vjerojatno zbog problema s lijekovima. Niz posjeta raznim sprovodima fizički ga iscrpljuje te izaziva depresivne osjećaje.
Christopher počinje provoditi sve više vremena s J.T.-em Dolanom, prijateljem televizijskom scenaristom kojeg je upoznao na rehabilitaciji. Jedan drugom nude pomoć ako osjete potrebu za recidivom. Christopher upoznaje Dolana s pokerom na visoke uloge, naizgled zaboravivši ili ne mareći na mogućnost skretanja prijateljeve ovisnosti u kockanje. Nakon što Dolan uđe u dug od 57.000 dolara i počne propuštati rate, Christopher i Little Paulie Germani ga pretuku. J.T. izgubi neke scenarističke angažmane, produbivši tako vlastiti problem. Na kraju ponovno počne uzimati heroin, što navede Christophera da mu pomogne uputiti ga natrag na odvikavanje (nakon što je uzeo njegov BMW Z3 kao dio isplate).  
Tonyjevo prijateljstvo s Fran počinje blijedjeti. On shvaća kako je njegov otac često provodio vrijeme s njom kad je bio potreban u vlastitom domu, uključujući one noći 1975. kad je njegova majka hospitalizirana zbog spontanog pobačaja i kad je Tony morao lagati za oca. Razgovarajući o tome s dr. Melfi, ona mu sugerira kako bi trebao imati više suosjećanja za svoju majku. Tony ostaje ambivalentan, primijetivši kako je ona natjerala njegova oca da pokloni Tippy.
Tony se kasnije s prijateljima gosti u Bada Bingu gdje pretjeruju s verzijama priča o Franinoj vezi s JFK-om.

## Glavni glumci
- James Gandolfini kao Tony Soprano
- Lorraine Bracco kao dr. Jennifer Melfi
- Edie Falco kao Carmela Soprano
- Michael Imperioli kao Christopher Moltisanti
- Dominic Chianese kao Corrado Soprano, Jr.
- Steven Van Zandt kao Silvio Dante
- Tony Sirico kao Paulie Gualtieri *
- Robert Iler kao A.J. Soprano
- Jamie-Lynn Sigler kao Meadow Soprano
- Aida Turturro kao Janice Soprano
- Drea de Matteo kao Adriana La Cerva *
- Steve Schirripa kao Bobby Baccalieri
- John Ventimiglia kao Artie Bucco
- Kathrine Narducci kao Charmaine Bucco
- Steve Buscemi kao Tony Blundetto

* samo potpis

### Gostujući glumci
| - Jerry Adler kao Hesh Rabkin - Rae Allen kao Quintina Blundetto - Leslie Bega kao Valentina La Paz - Polly Bergen kao Fran Felstein - Joanna Bonaro kao histerična žena - Carolyn C. Buccino kao starica - Fred Caiaccia kao ujak Zio - Chris Caldovino kao Billy Leotardo - Carl Caportorto kao Little Paulie Germani - Max Casella kao Benny Fazio - Miryam Coppersmith kao Sophia Baccalieri - Tim Daly kao J.T. Dolan - Danielle Di Vecchio kao Barbara Giglione - Allen Enlow kao dr. Harry Winer - Joseph R. Gannascoli kao Vito Spatafore - Kevin Hagan kao Chick Phillips | - Ralph Lucarelli kao Cozzarelli - Jeffrey M. Marchetti kao Petey - John Marinacci kao djelitelj - Angelo Massagli kao Bobby Baccalieri Jr. - Arthur Nascarella kao Carlo Gervasi - Artie Pasquale kao Burt - Danny Petrillo kao tinejdžer Tony Soprano - Richard Portnow kao Harold Melvoin - Frank Santorelli kao George - Charles Santy kao Cesar - Paul Schulze kao otac Phil Intintola - Joseph Siravo kao Johnny Boy Soprano - Anthony Spina kao djelitelj - Frank Vincent kao Phil Leotardo - Laurie Williams kao mlada Livia Soprano |

## Prva pojavljivanja
- J.T. Dolan: Christopherov prijatelj scenarist iz Anonimnih alkoholičara.

## Umrli
- Ujna Concetta: umrla od srčanog udara.
- Vincent Patronella: prijatelj Strica Juniora.
- Gđa. Criley
- Dječak: umro u jacuzziju; Junior i Bobby odlaze na njegov sprovod.
- Ujak Zio: umro prirodnom smrću 15 dana nakon smrti svoje supruge, Concette.

## Naslovna referenca
- Fran Felstein tvrdi kako je imala aferu s predsjednikom Johnom Kennedyjem, čija je administracija nosila nadimak "Camelot".
- Trkalište koje su posjedovali Johnny Boy Soprano, Hesh i Phil Leotardo zvalo se Camelot Race Track.
- Tony opisuje Fran kao "princezu".

## Glazba
- "Can't Get You out of My Head" Kylie Minogue svira dok su Chris i J.T. u teretani.
- Iz Tonyjeve se linije, dok juri za Leotardom, čuje "Rock the Casbah" sastava The Clash. To je referenca na Philov nadimak "Šah" kojeg su mu prišili ostali mafijaši.
- Kad Tony izvodi Fran Felstein na večeru, čuje se naslovna pjesma s albuma Johna Coltranea My Favourite Things.
- Tijekom odjavne špice svira "Melancholy Serenade", tema iz The Jackie Gleason Showa, koju je skladao sami Gleason. Fran kaže kako je Gleason bio na zabavi u ožujku 1961. kad je upoznala predsjednika Kennedyja.
- Dok se Tony u Bada Bingu sa svojom ekipom ruga Franinoj vezi s JFK-om, u pozadini se čuje "Session" Linkin Parka s njihova albuma Meteora.

## Vanjske poveznice
- In Camelot u internetskoj bazi filmova IMDb-a